# 存在过
《 I Was Here 》是美国R&B录音艺术家碧昂絲在她的第四张录音室专辑《4》 (2011) 中录制的一首歌曲。该剧由戴安娜·沃伦（Diane Warren）撰写， OneRepublic成员瑞恩·泰德和布伦特·库茨尔 (Brent Kutzle)以及库克·哈勒尔 ( Kuk Harrell ) 负责制作；碧昂斯负责声乐制作。 《I Was Here》是一首反思性的R&B抒情歌曲，碧昂斯在歌中脆弱地回顾过去，希望在生命结束之前在世界上留下一份影响。沃伦称其为一首 “事业歌曲”，它的创作灵感来自于九一一袭击事件。
继《 4》发行后，《I Was Here》于 2011年7月上旬在英國單曲排行榜上排名第 131 位，在瑞士单曲榜上排名第 74 位，在韩国 Gaon 国际单曲榜上排名第 44 位。后来，在2012年，这首歌还出现在多个国际排行榜上。
这首歌的音乐视频于 2012年8月19日发布，其中碧昂丝穿着Marc Bouwer礼服在联合国大会堂现场演唱这首歌，背景屏幕上投影了志愿者从事人道主义工作的画面。这个视频是为世界人道主義日而制作的，旨在通过 10 亿人分享关于为他人做好事的信息，创造社交媒体历史。该视频发布后，获得了音乐评论家的好评，称赞了背景投影、Beyoncé 的演唱和形象。
在七月底，这首歌被包括在 2011 年國際足協女子世界盃决赛的原声带中。 《I Was Here》也是碧昂斯驻场秀《4 Intimate Nights with Beyoncé》的歌单之一，并在Revel Presents: Beyoncé Live 演出中用作过渡曲。 来自DVD Live at Roseland: Elements of 4 的现场视频于 2011年11月16日上线，其中包含碧昂斯的家庭影片和精彩片段。 《I Was Here》也被莉亚·米歇尔 (Lea Michele)翻唱，收录在《欢乐合唱团'原声专辑《欢乐合唱团：音乐、毕业专辑》 (2012) 中。

## 创作和录制过程

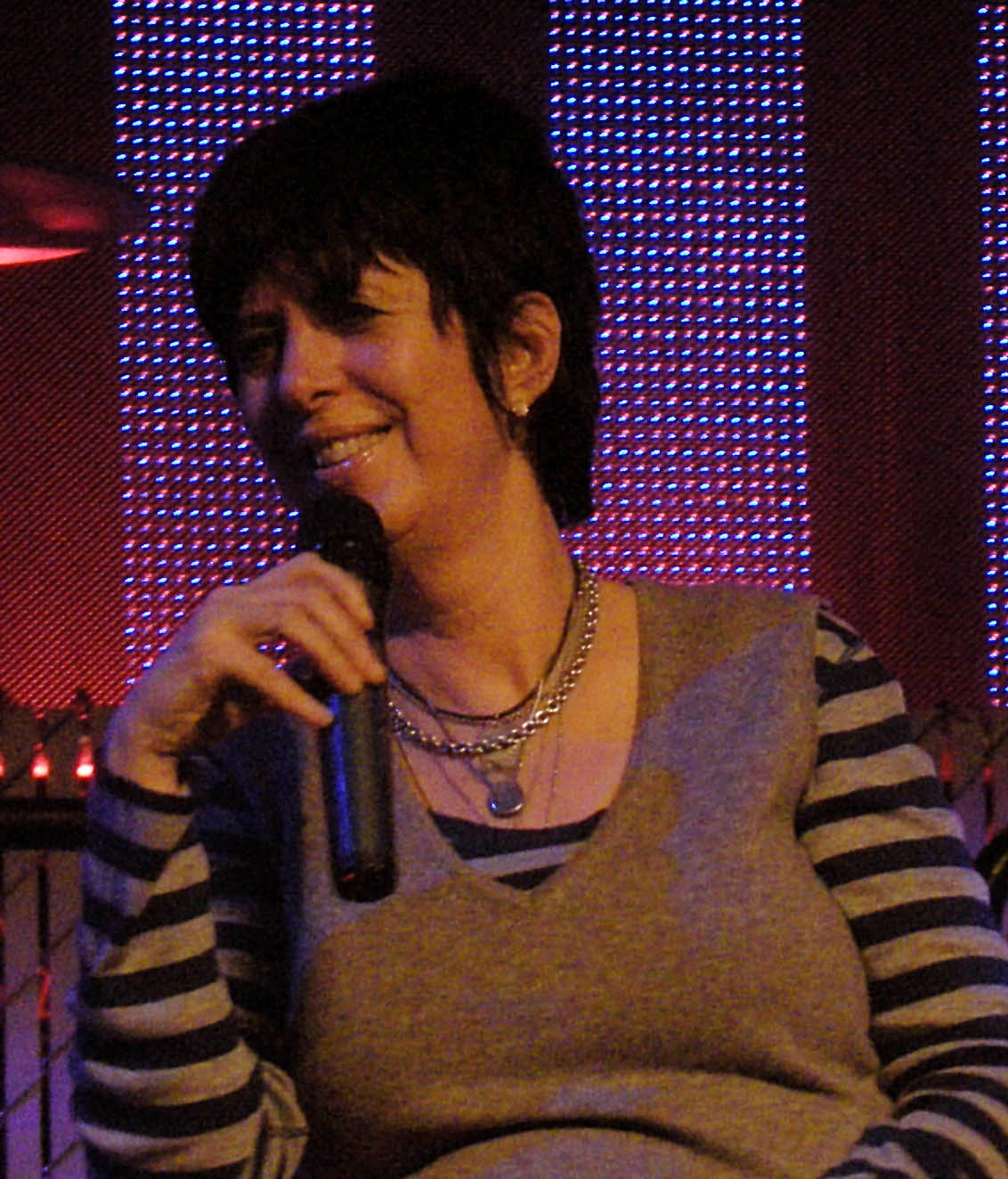
黛安·沃伦（如图）自《天命真女》时代起就想与碧昂斯合作，但承认《我在这里》是“完美的时机”。

《I Was Here》由黛安·沃伦(Diane Warren)创作，瑞恩·泰德 、布伦特·库茨尔 (Brent Kutzle) 、碧昂斯 (Beyoncé) 和库克·哈勒尔 ( Kuk Harrell)制作。 《I Was Here》这是该专辑中唯一没有由碧昂斯共同创作的歌曲。  2011年6月1日，沃伦在接受《纽约邮报'》的 PopWrap 采访时透露，她在一个半星期前写下了 “她所写过的最好的歌曲”，而碧昂丝已经为她的第四张录音室专辑 《4 》 录制了这首歌。她将其描述为 “一首职业歌曲，也可能是我写过的最喜欢的东西”。  《I Was Here》的创作灵感来源于九一一袭击事件。 沃伦自《天命真女》时代起就想与碧昂斯合作，但承认《I Was Here》是最理想的时机，  ”我认为，唱《我在这里》的梦想艺人应该是 Beyoncé。这是一个那些注定要发生的神奇故事。” 

2011年5月， 沃伦用吉他在电话中为 Beyoncé 的丈夫Jay-Z 演奏了这首歌，然后 Jay-Z 给她打了电话。 听到《I Was Here》，碧昂斯立刻下定决心：“天哪，我必须要这首歌。”   2011年9月将纪念 9月11日袭击事件十周年，碧昂丝认为这首歌会完美地补充她的专辑 这张专辑已经接近完成。  为了让 Beyoncé 录制这首歌，专辑《4》的制作推迟了一段时间。 沃伦在录音过程中亲自到场，这是在她与 Beyoncé 和 Jay-Z 电话交谈两天后进行的。 她说：“没有什么比听到你创作的歌回荡在耳边更好的了。这就像是你的心灵找到了另一个心灵”  ，然后她补充道：
我从未像听到Beyoncé演唱这首歌时那样全身起鸡皮疙瘩。 《I Was Here》源自我的灵魂，成为了她演绎的歌曲。在我一生中，我从未听过如此令人惊叹的声音。听她演唱《I Was Here》将永远成为我生命中最美好的时刻之一，我知道这首歌也会触动许多其他人的生活。 

## 作品
《I Was Here》是一首慢节奏的R&B民谣   ，乐器编曲主要使用合成器、 独立摇滚吉他、  音乐键盘和由泰德和库茨勒提供的大鼓。 这首歌的反复循环曲子的声音使用了木琴和钢琴的组合。 根据Alfred Music Publishing在 Musicnotes.com 网站上发布的乐谱，《I Was Here》是用E 小调写成的，采用[[拍號|
]]拍子，节奏为每分钟 37 拍。这首歌的和弦进行是 Em–C–D–D sus –Em–C–Em–C ，Beyoncé的歌声跨越了两个八度，从 E 3到 E 5。 
《波士顿环球报》的詹姆斯·里德 (James Reed) 认为“《I was here》就像是强力版的‘Halo’——或者说是安定剂。” 它以Beyoncé为主角，她希望在离世之前在这个世界留下自己的痕迹，希望世界记住她的影响力。    AbsolutePunk的伊恩·沃克 (Ian Walker) 对这首歌的构成进行了详细阐述：“《I Was Here》是Beyoncé留给后世的纪念碑。这首歌逐渐攀升，每一段副歌都比前一段更高，直到Beyoncé达到巅峰，展现出她在整张专辑中最出色的歌声。歌词有些缺乏灵感，过于得意洋洋，但在歌手思考自己对历史的影响时，又有些谦逊。尽管她在她传奇的职业生涯中获得了巨大的赞誉，但Beyoncé远未满足。” 
《I Was Here》以颤抖的混響和悲伤的拨弦吉他开始，为大约十五秒钟的时间营造出沉重的氛围，然后节拍与Beyoncé的声音一起开始。 她的歌声在这首歌中营造出一种低声和忧郁的氛围， 带有一些锐利和坚韧的味道， 唱道：“我想在时间的沙滩上留下我的脚印/知道有些事情有意义，我留下了些什么/当我离开这个世界时，我不会后悔/我会留下一些值得记住的东西，让他们不会忘记。” 她在整首歌中进一步唱道：“我触摸过的心将成为证明，我离开了，我产生了影响。”水般的合成器在背景中闪烁，然后Beyoncé以权威的口吻高唱副歌：“我在这里/我曾经生活，我曾经爱过/我在这里/我曾经做过，我曾经完成/我做了我想做的一切/而且超出了我的预期/我会留下我的痕迹，让每个人都知道/我曾经在这里。”  

## 评论与回应
《I Was Here》在评论界获得了褒贬不一的评价，大部分评论家认为这首歌的主题对于像Beyoncé这样的艺术家来说过于深沉，并批评它在《4》专辑的曲目列表中的安排。  The Boombox的Georgette Cline给予了这首歌积极的评价，称虽然歌词有些阴郁，但这对Beyoncé来说是有利的，"证明她可以处理各种主题"。  BBC的马修·霍顿 (Matthew Horton) 批评了这首歌在《4》专辑曲目列表中的排列顺序，称“《 Run the World (Girls) 》就像是《I Was Here》之后的附赠歌曲一样，而《I Was Here》听起来是专辑的完美结尾。”专辑”。 滚石乐队的 Matthew Perpetua 也持有同样的观点，他说这首歌"打乱了《4》专辑后半部分快节奏歌曲的流动性"。 然而，佩佩图亚称其为"令人惊叹的表演"，并补充说它"在专辑中作为苦乐参半的情感高潮表现得很好"。 佩佩图亚在评论中说"'I Was Here'是人们对Beyoncé和Warren合作的期望中的狂风般的抒情歌曲，与《4》中的其他歌曲相比，显得平淡和普通。” 同一杂志的另一位评论家乔迪·罗森（Jody Rosen）称赞Beyoncé的歌声，称她唱得有权威性；然而，他将《I Was Here》称为专辑中的低谷，并补充说它被“ My Way 风格的自我神话”淹没。 
《今日美國》的史蒂夫·琼斯对《I Was Here》表示赞赏：“29岁的Beyoncé仍处在巅峰状态，她似乎还年轻，担心自己的遗产，就像她在Warren的强力抒情歌曲《I Was Here》中所表达的那样。但她投入了很多感情，使得这首歌成为专辑中最感人的歌曲。” 《MTV UK》的乔安妮·多尔肯 (Joanne Dorken) 也给予了积极评价，称赞这首歌的“简单伴奏音乐和Beyoncé无瑕疵而美丽的声音。”她总结道，《I Was Here》成为了“专辑中的一首杰出歌曲，我们不会轻易忘记Queen B。” 《大西洋月刊》的斯宾塞·科恩哈伯 (Spencer Kornhaber) 也持积极态度，写道：“收获来自于第11首歌，那首史诗般的《I Was Here》。”  《先驱太阳报》的卡梅伦·亚当斯评论说，《I Was Here》是“Beyoncé演唱会上令人震撼的时刻。”  《波士顿环球报》的詹姆斯·里德 (James Reed) 写道，黛安·沃伦 (Diane Warren) 和瑞安·泰德 (Ryan Tedder) 的合作引入了“她抒情歌曲的一种新风格：R&B感性与结巴的独立摇滚吉他的完美结合。”  Sputnikmusic 网站的 Condar Tao 表达了他对这首歌的欣赏，他写道：“[...]或许更值得注意的是这张专辑的倒数第二首歌，由Ryan Tedder制作的《I Was Here》。 Tedder可以说是当今流行乐界最令人讨厌的人之一，考虑到他的过往记录，'I Was Here'是《4》中最具现代感的歌曲并不令人惊讶。令人惊讶的是它有多么好听。制作可预测地令人不舒服，犯了一个越来越常见的错误，使用遥远的脚步声和混响吉他来传达陈词滥调的'史诗感'。”Billboard的Gary Graff表示，歌曲中的“我想在时间的沙滩上留下我的足迹”一句定义了整张专辑。  Q杂志的Simon Goddard选择《I Was Here》作为《4》中最好的歌曲之一，形容它为“令人心碎的巡回演出”。 
《乡村之声》的 Rich Juzwiak 称赞《I Was Here》比《4》的“庞大的前作” 《I am...Sasha Fierce》（2008）更加出色。 同样，《Tiny Mix Tapes》的 Embling 写道：“《I Was Here》是一首沉重的歌曲——过于夸张、伤感、妄自尊大——但它也对名利和名人的成瘾、不体面的维度有着令人震撼的诚实。”  《AV 俱乐部》的吉纳维夫·科斯基 (Genevieve Koski) 将《I was here》描述为“令人不舒服的夸张”，尽管他说Beyoncé成功地表达了歌词内容的信念。  《娱乐周刊》的亚当·马科维茨也对这首歌给出了褒贬不一的评价，称其达到了“电视电影般的感伤水平”。  PopMatters的大卫·阿米顿 (David Amidon) 表示，《I Was Here》对于Beyoncé这样一个身体处于巅峰状态的女性来说，甚至接近这样一首曲调是相当尴尬的。来自Ryan Tedder和一群联合制作人的平淡音乐并没有帮上忙。” 《观察家报》的迈克尔·克拉格 (Michael Cragg) 对这首歌给予了负面评价，称其“庸俗的夸夸其谈与她迄今为止最出色专辑的悠闲氛围格格不入。”  《独立报》的安迪·吉尔简单地表示，《I Was Here》过于努力地追求《Empire State of MInd》（2009）的地位。  《芝加哥论坛报》的格雷格·科特将这首歌描述为“一串陈词滥调”。  NME的哈米什·麦克贝恩 (Hamish MacBain) 对《I Was Here》给出了褒贬不一的评价，称这首歌听起来像是X-Factor冠军的单曲，充满了令人难以置信的陈词滥调。 

## 数据表现
尽管《I Was Here》从未作为单曲发行，但在《4》发行后，它出现在世界各地的几个排行榜上。该歌曲以14,173次数字下载的销量，在截至2011年7月2日的韩国 Gaon 国际单曲榜上排名第 44 位，成为该排行榜上的最高位置。 继《4》发行后，《I Was Here》也在 2011年7月9日在英国单曲榜上排名第 131 位 《I Was Here》还于 2011年7月10日首次登上瑞士单曲榜第 74 位，但在接下来的一周从排行榜上跌落。 在2012年1月16日的排行榜上，《I Was Here》首次亮相就在澳大利亚单曲排行榜上排名第87位，在城市排行榜上排名第26位。  
该歌曲的音乐视频发布后，它再次出现在多个排行榜上。在爱尔兰单曲榜上，这首歌在截至 2012年8月30日的一周内首次亮相时排名第 88 位，后来成为该排行榜上的冠军。 在比利时 Ultratip 单曲榜上，这首歌于 2012年9月1日首次亮相，排名第 83 位 ，四个星期后，它在 2012年9月29日达到最高的第 16 位在 2012年9月8日的排行榜上，这首歌出现在英国 R&amp;B 排行榜第 40 名。 接下来的一周，它的排名上升了三位，达到第 37 位，成为其最高排名。 在匈牙利单曲排行榜上，《I Was Here》在 2012年9月9日发行的排行榜上首次亮相，排名第 6，这也成为了该排行榜上的最高位置。 截至 2012年9月22日的一周，该歌曲首次亮相就在美国热门舞蹈俱乐部歌曲排行榜上排名第 44。 接下来的一周，它上升到第 31 位， 并在接下来的几周内在排行榜上上升。它在该榜上达到了第 13 位的最高位置。

## 音乐视频

### 背景及发布
2012年7月25日，Beyoncé在她的官方网站上给歌迷留言，上面写着“在2012年8月19日留下你的足迹”，这是歌曲的开场歌词。  在2012年7月27日，公布了Beyoncé将发布这首歌的音乐视频，作为人道主义事务协调办公室(OCHA) 举办的世界人道主义日全球发布会的一部分。 它由制作公司Ridley Scott & Associates以及导演 Kenzo Digital 和Sophie Muller负责。  Droga5 、 Sara Wallace和 RSA Films 担任视频制作人，动画由 Dirt Empire NYC 完成。 该活动旨在在发布时向10亿人传递单一信息，进一步创造社交媒体历史。 在Beyoncé的网站上发布了几幅插图，解释了人们如何在世界上留下自己的印记。 该活动由创意公司DE-DE创建的名为Thunderclap的新平台提供支持和测量，该平台汇总了活动支持者的社交影响力。  Droga5 的创意主席David Droga进一步解释了为何选择Beyoncé参与世界人道主义日的决定。
首先，我们希望让人们关注这个问题。除了联合国和一些每年都提到这个日子的新闻主播外，人们甚至不知道这个日子的存在。同时，我们也希望让人们认识到，参与并不仅仅意味着去刚果共和国做四年的志愿者工作。帮助老人和在餐厅做义工一样重要。为社会做出积极贡献并不一定要终身奉献，它可以是日常的小举动。所以，我们希望给整个问题一个更全面的视角……一个视频和一个信息并不能拯救一切。但是，当我们一起说出来时，也许信息会被听到，并希望能引发行动。人们本质上是善良的，但也容易分散注意力，有些懒散，所以关键是如何引起人们的注意。
在视频发布之前，Beyoncé说道：“我们都看到了新闻头条，我们会想我真的能做些什么来帮助？……世界人道主义日是我们所有人共同努力改变世界的机会。这是我们在世界上留下印记，展示我们在这里，我们关心的时刻。”在联合国网站上发布的另一次采访中，Beyoncé表示她被这个纪念日上提高意识所吸引：“我发现有22人在帮助别人时丧生（在巴格达）。我认为将这件事转化为积极的事情，并试图让全世界为他人做一些伟大的事情，这是一件令人难以置信的事情。”Beyoncé参与该运动的另一个灵感来自2012年Do Something Awards的决赛选手及其人道主义工作。 碧昂丝还获得了名人格温妮丝·帕特洛、蕾哈娜、 Lady Gaga 、贾斯汀·比伯、克里斯·马丁、夏奇拉、 Jay-Z和第一夫人米歇尔·奥巴马的帮助 以及可口可乐、 MTV和奥利奥。  2012年8月3日，Beyoncé发布了一部黑白宣传视频，由萨拉·华莱士制作。视频中Beyoncé说道：“在8月19日。现在是我们一起崛起的时候了。为一个人做一件事。没有什么太小。……留下你的印记，说我曾在这里。” 音乐视频原计划于8月19日在纽约、迪拜和日内瓦的主要电视、电影、投影屏幕和建筑设施上同时发布，但实际上在2012年8月18日首播。 第二天，它在美国iTunes Store上发布。 这首歌的表演获得了音乐评论家和出席的名人的积极评价。 

### 测绘和投影

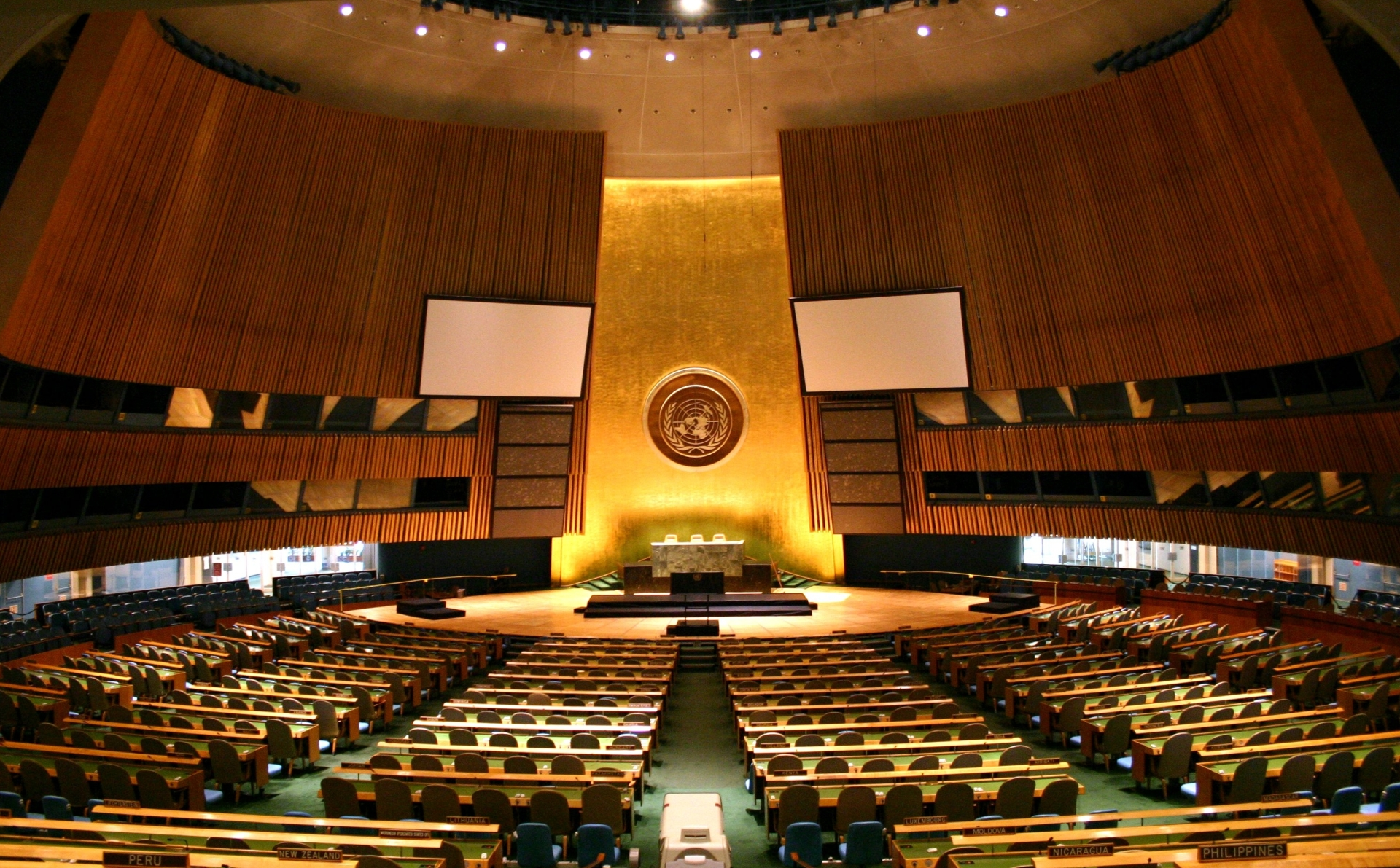
联合国大会堂（如图）是MV的拍摄地点。

该视频于2012年8月10日在纽约联合国大会堂的现场观众面前拍摄  SuperUber负责动画与技术的融合、结构设计和投影映射，他们在Kenzo Digital的邀请下接手了大会大厅的投影映射工作。他们使用了10 台 20K HLM Barco投影仪，并使用Pandora的小部件设计器和 5 台 Pandora 的Dual Box服务器完成了映射。 最终视频的分辨率为 8856 x 1664，并被分成 10 个 1080 x 1664 像素的切片，因为每台投影机被侧放，并且图像是垂直投影以覆盖整个结构。 每个系统中输入两个切片，SuperUber 在 Pandora 内进行变形和边缘混合。使用的屏幕面积超过 12,000 平方英尺； SuperUber 的代表 Lucas Werthein 评论说，这是最大的室内临时屏幕，是一个倾斜的复合曲线，从工程角度来看，它“极其复杂”。 它是根据联合国大会堂内部定制设计的。它的跨度为 68m X 15m，并以 240 度沉浸式投影包围观众。 十个同步映射的投影覆盖了 200,000流明的屏幕，创造出一个连续的巨大图像。 这块重达 1000 磅的屏风由 45 个人缝制而成。整个结构悬挂在联合国天花板上，重达 6000 磅。 Werthein 透露，“为了使屏幕保持形状的适当张力，我们必须将永久吊装点焊接到大会的圆顶上。” Create Digital Motion的Peter Kirn写道，投影映射是在一个相对简单的表面上进行的：“映射的有效之处在于它可以填满空间，在宏伟的建筑尺度上呈现出沉浸式的画面。它使图像成为一个真正的体积，可以进行表演。” SuperUber的导演Russ Rive表示：“这是一个雄心勃勃的项目，彻底改变了一个标志性的地点——它被视为不可改变和不变的，拥有镀金的面板和宏伟的体量。通过添加一个虚拟层，我们可以在数字上重建它，玩弄建筑元素，从而改变了静态的概念。技术使动画和建筑之间实现了完美的融合。我们使用投影仪将光线“绘制”在联合国大会大厅上，这是一个独特的机会，可以改变如此具有象征意义的地方。” 

### 现场表演概述
2012年8月10日，Beyoncé参加了演出前的彩排。 朱莉娅·斯蒂尔斯 (Julia Stiles) 、 The-Dream和黛安·沃伦 (Diane Warren) 都是参加演出的名人。在演唱这首歌之前，碧昂丝会见了联合国领导人潘基文。 联合国副秘书长扬·埃利亚松宣布了碧昂斯的表演，并对这位歌手进行了简短介绍：“今晚，她带来的不仅仅是她惊人的才华，更是帮助他人、帮助其他人类的灵感。” 他还回忆了联合国历史上的“黑暗日子”，即2003年8月19日在伊拉克发生的一起恐怖袭击事件中，22名人道主义工作者丧生，他补充说，这个事件和世界人道主义日都是为了纪念那些失去生命的人，并鼓励其他人加入这一努力。 他还采访了那些在事故中失去亲人的来宾。负责人道主义事务的副秘书长兼紧急救济协调员瓦莱丽·阿莫斯也出现在现场，鼓励每个人在8月19日之前登录WHD-IWasHere.org网站，并承诺做一件善事来帮助有需要的人，她进一步表示：“我告诉Beyoncé：我们很高兴有她的加入，因为她可以触达数百万人。我可能会继续做我现在的工作，但我不会触达到这个数字的十分之一。她说：‘不要低估自己。’” 
碧昂丝 (Beyoncé) 身穿设计师马克·鲍威尔 ( Marc Bouwer ) 早秋系列中带有微亮片的及地白色礼服  ，头发向后梳成光滑的马尾辫。 她在一个高层舞台上表演，身后有一个从天花板到地板的大屏幕。 当她唱歌时，屏幕上充斥着联合国援助人员在世界各地的各种战争、饥荒和洪水现场的画面。 演出结束后，她宣布：“我想请大家确保自己参与8月19日...这是一个非常美丽的日子，我想向那22位失去生命的人致敬。愿上帝保佑你们。非常感谢你们邀请我。 这首歌的音乐视频以Beyoncé在联合国观众面前演唱歌曲的画面开始，后面以全景方式播放最近灾难的图像。随着歌曲的进行，出现了地球和星座的场景；激光灯和一个带有歌曲标题的小蓝色箭头沿着地球轨迹移动。 表演的镜头还与全球志愿者工作的图像混合在一起；当巨大的屏幕显示出覆盖全球的图形时，它们变成了人道主义工作的图片。音乐视频以一个问题“你会做什么？”结束，并提供了世界人道主义日的官方网站。

### 评价
碧昂丝表演结束后，在场担任主持人的美国记者安德森·库珀开玩笑地问观众：“这就是每周五晚上联合国都会发生的事情吗？因为，我必须告诉你...如果这种情况继续下去，我想每个星期五晚上都在这里。” 黛安·沃伦 (Diane Warren) 形容这次演出是她一生中“最好的经历之一”。 表演和音乐录影带获得了评论家的积极评价，他们称赞碧昂斯的现场演唱。哥伦比亚广播公司新闻的帕梅拉·福尔克形容这场表演“令人叹为观止”和“令人惊叹”。  《每日新闻》的吉姆·法伯也对这次表演表示积极评价，称她“为歌曲的音乐曲目提供了强有力的现场演唱”。  Prefix 杂志的莫莉·奥布莱恩 (Molly O'Brien) 评论说，这段视频“简单而有力：碧昂丝对这首歌的现场表演无可挑剔....专辑中的《I Was Here》显得有些自负而且有点过分甜腻。但在现场表演并伴随着这些图像，它具有与迈克尔·杰克逊的《镜中人》一样改变世界的味道。” 同一份出版物的纳德卡·亚历克西斯写道，碧昂斯高声歌唱，而观众也跟着唱，进一步指出，这一刻结束得“太快了”。  《OK!》杂志的一位作家赞扬Beyoncé在视频中的表演“像往常一样引人注目”，并称其在演唱《I Was Here》时“非常出色”。  MTV Act的何塞·伊尼格斯形容这次表演“令人惊叹、完美无瑕、令人起鸡皮疙瘩、鼓舞人心”，并表示这让他感到“被Beyoncé的存在吞噬”。 他补充说，《I Was Here》再也找不到更适合的宣传歌曲了，并总结说“Beyoncé简直完美无瑕。她的声音、她的服装、她表演后感人（但短暂）的发言让人毛骨悚然。” 

## 现场表演

碧昂斯在《与碧昂斯度过的 4 场亲密之夜》演出期间的表演。

Beyoncé在2011年8月14日首次在纽约市罗兹兰德舞厅的“4 Intimate Nights with Beyoncé”演唱会上现场演唱了《I Was Here》。她穿着一件金色礼服，在3500名观众面前演唱，由她的全女乐队和合唱团“the Mamas”伴奏。 《I Was Here》作为这场演唱会的闭幕曲，Beyoncé将歌曲标题所基于的那句歌词改为“罗兹兰德，我们曾在此留下痕迹。”  《Rap-Up 》杂志的杰森·纽曼 (Jason Newman) 评论道：“如果是其他不太自信的人，这句话就会显得很做作。对于碧昂斯来说，这是在返回体育场之前对一次独特事件的认可。” 据《娱乐周刊》的布拉德·韦特报道，碧昂丝在演唱歌曲时“鞠躬，随后爆发出狂热的尖叫声和欢呼声”。  《偶像崇拜者》的迈克·沃斯写道：
[Knowles]将高质量的素材赋予新的深度和质感的能力几乎和她与观众在情感层面建立联系的天赋一样令人印象深刻。比如，就拿最后一首歌来说——看到[Knowles]在演唱《I Was Here》这明显个人的歌词时，不被她的泪水所感动是不可能的。 
滚石乐队的乔迪·罗森（Jody Rosen）对这首歌给予了负面评论，他写道：“从记录来看，[‘我在这里’]是一种空洞的自我神话练习。然而，在周日晚上，碧昂丝将这首歌带入了生活，她用一种顽强的混合了 shmaltz 和灵魂的歌声，唤起了她的两位英雄芭芭拉·史翠珊 ( Barbra Streisand)和艾瑞莎·富兰克林 (Aretha Franklin) [。 。 。 ] 这听起来不像是咆哮，而是忏悔。这几乎是亲密的。”  《Essence》杂志的约兰达·桑维尼 (Yolanda Sangweni) 表示，以《I Was Here》结束演出是“胜利的音符”，“戴安娜·罗斯和迈克尔·杰克逊会感到自豪”。  12月4日，在英国独立电视台 (ITV)特别节目《碧昂斯之夜》中，碧昂丝向选定的粉丝表演了《我在这里》。  《与碧昂丝的一夜》的表演后来于 2011年12月31日在迪克·克拉克的新年摇滚前夜播出 《Essence》杂志的一位作家指出，她对这首歌进行了“有力的演绎”，并进一步补充说她“看起来和听起来都很光彩”。  2012年5月，在Revel Presents: Beyoncé Live期间，播放了一段视频蒙太奇，视频中碧昂斯抱着她的孩子 Blue Ivy Carter，喝了一品脱吉尼斯黑啤酒，然后在背景音乐中播放了这首歌，然后她开始唱惠特尼·休斯顿的《我将永远爱你》的第一节。  

### 现场视频
2011年11月16日，《I Was Here》的现场表演作为《4 Intimate Nights with Beyoncé》的一部分（作为片尾曲）进行了录制并在网上首播。它被添加到 2011年11月下旬发行的 DVD Live at Roseland: Elements of 4中。  视频一开始，碧昂丝穿着闪亮的银色迷你裙站在舞台上，让观众对“我在这里”的来源感到有点困惑。她说：“我付出了很多努力才到达现在的位置。我走遍了世界，终于找到了自己。你们都是我的灵感。我想唱这最后一首歌并将其献给你们所有人。” 然后，该视频以碧昂斯的家庭电影和她的职业亮点的形式变成了职业回顾。它拼接了碧昂斯一生中的辛酸回忆，从她的童年，到与家人的聚会和度假，到她访问过的世界各地的大部分地点，再到她与命运之子一起崛起为个人明星，以及她与Jay-Z的爱情故事。  该剪辑还包含主要表演和颁奖典礼的片段，首先是年轻的碧昂斯在才艺表演中感谢评委，然后在客厅里表演蛇，穿着TLC风格的霓虹灯工装裤进行表演。  
这段视频短暂地回到了舞台中央，碧昂丝开始在其他家庭视频的蒙太奇中高唱这首民谣。 随后，碧昂丝成年后拥抱迈克尔·杰克逊，与普林斯、她的丈夫蒂娜·特纳一起表演，奥普拉·温弗瑞和纳尔逊·曼德拉也在其中客串。  蒙太奇还包含碧昂丝日常幕后镜头的片段；她有时有点尴尬的青少年头发，碧昂斯玩Slip 'n Slide ， 和她的侄子在游泳池里玩耍，在海滩上嬉戏， 去看鲸鱼， 试穿她真正的婚纱3点36分。 其他片段包括：碧昂丝在她的世界巡演中表演，以支持她的第二张和第三张录音室专辑，  她在2011 年格拉斯顿伯里音乐节上的表演，在那里她是第一个出现在金字塔舞台上的主要独奏女主角。二十年来， 第52届格莱美颁奖典礼碧昂斯的后台场景，她手捧六座格莱美奖，打破了女艺人一晚获得格莱美奖最多的记录， 剪辑以碧昂丝揭晓她的表演结束2011年MTV 音乐录影带大奖上的婴儿肿块。  2011年公告牌音乐奖上的“Run the World (Girls)”表演，为表彰她的职业成就和在音乐界的影响力，她被授予千禧年奖。 
音乐评论家普遍欢迎这段视频，因为在聚光灯下的大部分时间里，碧昂斯一直是一位严格的私人名人。 《娱乐周刊》的梅丽莎·梅尔兹写道，很高兴看到碧昂丝无人防守，因为这种情况很少见。他补充说，虽然这段视频比大多数人的家庭电影看起来更专业，但它仍然是粉丝迄今为止看到的最接近“Bey[oncé] 只是 Bey[oncé]”的东西。 同样，基督邮报的布伦特·伍迪评论了2008年碧昂丝与Jay-Z的婚礼是如何保密的。该活动没有发布任何照片或视频，让媒体和八卦专栏作家对婚礼进行猜测。他对这段视频表示欢迎，因为这是碧昂斯婚礼当天的第一段幕后视频。 美国广播公司新闻频道的卢奇娜·费舍尔将其描述为“一部以碧昂丝华丽生活中的精彩片段为特色的家庭电影”，并认为“毫无疑问，歌手的歌迷会津津有味地欣赏[视频中]的个人时刻”。  《每日新闻》的萨曼莎·科尔特斯 (Samantha Cortez) 认为视频内容包括碧昂丝最个人的时刻和歌曲的歌词，“为视频增添了更多情感”。 在2012年2月17日举行的第43届全国有色人种协进会形象奖上，《I Was Here》的视频被提名为杰出音乐视频类别。  